# Quiñolef
Quiñolef fue cacique de la ciudad de Villarrica, llamada antiguamente “Villa Rica”. Quiñolef era fundador de la familia de los Lef, que representa la nobleza indígena mapuche. Según la etimología de la lengua mapuche, Quiñe quiere decir una y Lef significa corona. Provienen de esta raza los caudillos Calalef, Pallalef, Collilef, Huenchulef y Epulef.